# Buchholzer Graben
Der Buchholzer Graben ist ein Meliorationsgraben auf der Gemarkung der Gemeinde Rabenstein/Fläming im Landkreis Potsdam-Mittelmark in Brandenburg. Der Graben besteht aus drei einzelnen Strängen, die westlich von Buchholz b. Niemegk in einem Höhenzug beginnen und sich in einem landwirtschaftlich genutzten Gebiet vereinigen. Westlich der Wohnbebauung von Buchholz unterqueren sie die Dorfstraße und erreichen anschließend die Gemarkung von Niemegk. Dort versickert das Wasser auf einer landwirtschaftlich genutzten Fläche.